# Liège-Bastogne-Liège 2019
Liège-Bastogne-Liège 2019 var den 105. udgave af cykelløbet Liège-Bastogne-Liège. Det var det 20. arrangement på UCI's World Tour-kalender i 2019 og blev arrangeret 28. april 2019. Løbet blev vundet af danske Jakob Fuglsang fra Astana Pro Team.

## Hold og ryttere
| UCI WorldTeams (18)- AG2R La Mondiale - Astana - Bahrain-Merida - Bora-hansgrohe - CCC Team - Deceuninck-Quick Step - Dimension Data - EF Education First - Groupama-FDJ - Team Jumbo-Visma - Katusha-Alpecin - Lotto Soudal - Mitchelton-Scott - Movistar Team - Sky - Team Sunweb - Trek-Segafredo - UAE Team Emirates UCI Professionelle kontinentalthold (7)- Arkéa-Samsic - Cofidis, Solutions Crédits - Total Direct Énergie - Sport Vlaanderen-Baloise - Vital Concept-B&B Hotels - Wallonie Bruxelles - Wanty-Groupe Gobert |
| |

### Danske ryttere
- Jakob Fuglsang kørte for Astana Pro Team
- Michael Valgren kørte for Dimension Data

## Resultater
| \| Samlede stilling \| Samlede stilling \| Samlede stilling \| Samlede stilling \| Samlede stilling \| \| Rytter \| Rytter \| Hold \| Tid \| \| \| ---------------- \| --------------------- \| --------------------- \| ---------------- \| ---------------- \| \| 1. \| Jakob Fuglsang \| Astana \| 6t 37' 37" \| \| \| 2. \| Davide Formolo \| Bora-Hansgrohe \| + 27" \| \| \| 3. \| Maximilian Schachmann \| Bora-Hansgrohe \| + 57" \| \| \| 4. \| Adam Yates \| Mitchelton-Scott \| + 57" \| \| \| 5. \| Michael Woods \| EF Education First \| + 57" \| \| \| 6. \| David Gaudu \| Groupama-FDJ \| + 57" \| \| \| 7. \| Mikel Landa \| Movistar Team \| + 57" \| \| \| 8. \| Vincenzo Nibali \| Bahrain-Merida \| + 1' 00" \| \| \| 9. \| Dylan Teuns \| Bahrain-Merida \| + 1' 05" \| \| \| 10. \| Wout Poels \| Team Sky \| + 1' 26" \| \| \| 11. \| Tim Wellens \| Lotto-Soudal \| + 1' 29" \| \| \| 12. \| Michał Kwiatkowski \| Team Sky \| + 1' 29" \| \| \| 13. \| Patrick Konrad \| Bora-Hansgrohe \| + 1' 29" \| \| \| 14. \| Jay McCarthy \| Bora-Hansgrohe \| + 1' 29" \| \| \| 15. \| Carlos Betancur \| Movistar Team \| + 1' 29" \| \| \| 16. \| Julian Alaphilippe \| Deceuninck-Quick Step \| + 1' 29" \| \| \| 17. \| Laurens De Plus \| Team Jumbo-Visma \| + 1' 29" \| \| \| 18. \| Tadej Pogačar \| UAE Team Emirates \| + 1' 29" \| \| \| 19. \| Guillaume Martin \| Wanty-Gobert \| + 1' 29" \| \| \| 20. \| Daniel Martínez \| EF Education First \| + 1' 29" \| \| |                       |                       |            |
| |                       |                       |            |
| Kilde: ProCyclingStats |                       |                       |            |
| Samlede stilling |                       |                       |            |
| Rytter | Rytter                | Hold                  | Tid        |
| 1. | Jakob Fuglsang        | Astana                | 6t 37' 37" |
| 2. | Davide Formolo        | Bora-Hansgrohe        | + 27"      |
| 3. | Maximilian Schachmann | Bora-Hansgrohe        | + 57"      |
| 4. | Adam Yates            | Mitchelton-Scott      | + 57"      |
| 5. | Michael Woods         | EF Education First    | + 57"      |
| 6. | David Gaudu           | Groupama-FDJ          | + 57"      |
| 7. | Mikel Landa           | Movistar Team         | + 57"      |
| 8. | Vincenzo Nibali       | Bahrain-Merida        | + 1' 00"   |
| 9. | Dylan Teuns           | Bahrain-Merida        | + 1' 05"   |
| 10. | Wout Poels            | Team Sky              | + 1' 26"   |
| 11. | Tim Wellens           | Lotto-Soudal          | + 1' 29"   |
| 12. | Michał Kwiatkowski    | Team Sky              | + 1' 29"   |
| 13. | Patrick Konrad        | Bora-Hansgrohe        | + 1' 29"   |
| 14. | Jay McCarthy          | Bora-Hansgrohe        | + 1' 29"   |
| 15. | Carlos Betancur       | Movistar Team         | + 1' 29"   |
| 16. | Julian Alaphilippe    | Deceuninck-Quick Step | + 1' 29"   |
| 17. | Laurens De Plus       | Team Jumbo-Visma      | + 1' 29"   |
| 18. | Tadej Pogačar         | UAE Team Emirates     | + 1' 29"   |
| 19. | Guillaume Martin      | Wanty-Gobert          | + 1' 29"   |
| 20. | Daniel Martínez       | EF Education First    | + 1' 29"   |

## Startliste
| Deceuninck-Quick Step DQT | Deceuninck-Quick Step DQT | Deceuninck-Quick Step DQT |
| ------------------------- | ------------------------- | ------------------------- |
| Nr.                       | Rytter                    | Placering                 |
| 1                         | Julian Alaphilippe (FRA)  | 16.                       |
| 2                         | Philippe Gilbert (BEL)    | 58.                       |
| 3                         | Rémi Cavagna (FRA)        | DNF                       |
| 4                         | Dries Devenyns (BEL)      | DNF                       |
| 5                         | Enric Mas (ESP)           | 59.                       |
| 6                         | Pieter Serry (BEL)        | 91.                       |
| 7                         | Petr Vakoč (CZE)          | 94.                       |

| EF Education First EF1 | EF Education First EF1 | EF Education First EF1 |
| ---------------------- | ---------------------- | ---------------------- |
| Nr.                    | Rytter                 | Placering              |
| 11                     | Michael Woods (CAN)    | 5.                     |
| 12                     | Alberto Bettiol (ITA)  | DNF                    |
| 13                     | Nathan Brown (USA)     | DNF                    |
| 14                     | Simon Clarke (AUS)     | 40.                    |
| 15                     | Lawson Craddock (USA)  | 46.                    |
| 16                     | Tanel Kangert (EST)    | 32.                    |
| 17                     | Daniel Martínez (COL)  | 20.                    |

| AG2R La Mondiale ALM | AG2R La Mondiale ALM         | AG2R La Mondiale ALM |
| -------------------- | ---------------------------- | -------------------- |
| Nr.                  | Rytter                       | Placering            |
| 21                   | Romain Bardet (FRA)          | 21.                  |
| 22                   | Mikaël Cherel (FRA)          | 76.                  |
| 23                   | Clément Chevrier (FRA)       | 95.                  |
| 24                   | Benoît Cosnefroy (FRA)       | 45.                  |
| 25                   | Aurélien Paret-Peintre (FRA) | 64.                  |
| 26                   | Alexis Vuillermoz (FRA)      | DNF                  |
| 27                   | Larry Warbasse (USA)         | 66.                  |

| Bahrain-Merida TBM | Bahrain-Merida TBM             | Bahrain-Merida TBM |
| ------------------ | ------------------------------ | ------------------ |
| Nr.                | Rytter                         | Placering          |
| 31                 | Vincenzo Nibali (ITA)          | 8.                 |
| 32                 | Grega Bole (SLO)               | DNF                |
| 33                 | Damiano Caruso (ITA)           | 57.                |
| 34                 | Matej Mohorič (SLO) (landevej) | 36.                |
| 35                 | Luka Pibernik (SLO)            | 97.                |
| 37                 | Dylan Teuns (BEL)              | 9.                 |
| 39                 | Antonio Nibali (ITA)           | 72.                |

| Bora-Hansgrohe BOH | Bora-Hansgrohe BOH          | Bora-Hansgrohe BOH |
| ------------------ | --------------------------- | ------------------ |
| Nr.                | Rytter                      | Placering          |
| 41                 | Maximilian Schachmann (GER) | 3.                 |
| 42                 | Cesare Benedetti (ITA)      | 53.                |
| 43                 | Marcus Burghardt (GER)      | 101.               |
| 44                 | Davide Formolo (ITA)        | 2.                 |
| 45                 | Patrick Konrad (AUT)        | 13.                |
| 46                 | Jay McCarthy (AUS)          | 14.                |
| 47                 | Gregor Mühlberger (AUT)     | DNF                |

| Mitchelton-Scott MTS | Mitchelton-Scott MTS   | Mitchelton-Scott MTS |
| -------------------- | ---------------------- | -------------------- |
| Nr.                  | Rytter                 | Placering            |
| 51                   | Adam Yates (GBR)       | 4.                   |
| 52                   | Michael Albasini (SUI) | 70.                  |
| 53                   | Sam Bewley (NZL)       | DNF                  |
| 54                   | Damien Howson (AUS)    | 60.                  |
| 55                   | Daryl Impey (RSA)      | 23.                  |
| 56                   | Nick Schultz (AUS)     | DNF                  |
| 57                   | Dion Smith (NZL)       | DNF                  |

| Team Sky SKY | Team Sky SKY                        | Team Sky SKY |
| ------------ | ----------------------------------- | ------------ |
| Nr.          | Rytter                              | Placering    |
| 61           | Michał Kwiatkowski (POL) (landevej) | 12.          |
| 62           | David de la Cruz (ESP)              | 67.          |
| 63           | Eddie Dunbar (IRL)                  | 75.          |
| 64           | Tao Geoghegan Hart (GBR)            | 49.          |
| 65           | Michał Gołaś (POL)                  | 74.          |
| 66           | Wout Poels (NED)                    | 10.          |
| 67           | Salvatore Puccio (ITA)              | 80.          |

| Astana AST | Astana AST                      | Astana AST |
| ---------- | ------------------------------- | ---------- |
| Nr.        | Rytter                          | Placering  |
| 71         | Jakob Fuglsang (DEN)            | 1.         |
| 72         | Omar Fraile (ESP)               | 54.        |
| 73         | Gorka Izagirre (ESP) (landevej) | 33.        |
| 74         | Jon Izagirre (ESP)              | 56.        |
| 75         | Aleksej Lutsenko (KAZ)          | DNF        |
| 76         | Luis León Sánchez (ESP)         | 55.        |
| 77         | Davide Villella (ITA)           | 47.        |

| Lotto-Soudal LTS | Lotto-Soudal LTS         | Lotto-Soudal LTS |
| ---------------- | ------------------------ | ---------------- |
| Nr.              | Rytter                   | Placering        |
| 81               | Tim Wellens (BEL)        | 11.              |
| 82               | Sander Armée (BEL)       | DNF              |
| 83               | Bjorg Lambrecht (BEL)    | 27.              |
| 84               | Tomasz Marczyński (POL)  | 90.              |
| 85               | Maxime Monfort (BEL)     | 69.              |
| 86               | Tosh Van der Sande (BEL) | DNF              |
| 87               | Jelle Vanendert (BEL)    | DNF              |

| Team Sunweb SUN | Team Sunweb SUN        | Team Sunweb SUN |
| --------------- | ---------------------- | --------------- |
| Nr.             | Rytter                 | Placering       |
| 91              | Michael Matthews (AUS) | 35.             |
| 92              | Jan Bakelants (BEL)    | 30.             |
| 93              | Tom Dumoulin (NED)     | 50.             |
| 94              | Chris Hamilton (AUS)   | DNF             |
| 95              | Marc Hirschi (SUI)     | 51.             |
| 96              | Robert Power (AUS)     | DNF             |
| 97              | Louis Vervaeke (BEL)   | 63.             |

| Movistar Team MOV | Movistar Team MOV                   | Movistar Team MOV |
| ----------------- | ----------------------------------- | ----------------- |
| Nr.               | Rytter                              | Placering         |
| 101               | Alejandro Valverde (ESP) (landevej) | DNF               |
| 102               | Andrey Amador (CRC)                 | 71.               |
| 103               | Winner Anacona (COL)                | 68.               |
| 104               | Carlos Betancur (COL)               | 15.               |
| 105               | Imanol Erviti (ESP)                 | 92.               |
| 106               | Mikel Landa (ESP)                   | 7.                |
| 107               | Carlos Verona (ESP)                 | 44.               |

| Cofidis, Solutions Crédits COF | Cofidis, Solutions Crédits COF | Cofidis, Solutions Crédits COF |
| ------------------------------ | ------------------------------ | ------------------------------ |
| Nr.                            | Rytter                         | Placering                      |
| 111                            | Jesús Herrada (ESP)            | 28.                            |
| 112                            | Mathias Le Turnier (FRA)       | DNF                            |
| 113                            | Luis Ángel Maté (ESP)          | 82.                            |
| 114                            | Marco Mathis (GER)             | DNF                            |
| 115                            | Anthony Perez (FRA)            | 24.                            |
| 116                            | Pierre-Luc Périchon (FRA)      | DNF                            |
| 117                            | Julien Simon (FRA)             | DNF                            |

| UAE Team Emirates UAD | UAE Team Emirates UAD | UAE Team Emirates UAD |
| --------------------- | --------------------- | --------------------- |
| Nr.                   | Rytter                | Placering             |
| 121                   | Daniel Martin (IRL)   | DNF                   |
| 122                   | Rui Costa (POR)       | DNF                   |
| 123                   | Sergio Henao (COL)    | 29.                   |
| 124                   | Manuele Mori (ITA)    | DNF                   |
| 125                   | Tadej Pogačar (SLO)   | 18.                   |
| 126                   | Rory Sutherland (AUS) | DNF                   |
| 127                   | Diego Ulissi (ITA)    | 39.                   |

| CCC Team CPT | CCC Team CPT               | CCC Team CPT |
| ------------ | -------------------------- | ------------ |
| Nr.          | Rytter                     | Placering    |
| 131          | Greg Van Avermaet (BEL)    | 52.          |
| 132          | Josef Černý (CZE)          | 88.          |
| 133          | Alessandro De Marchi (ITA) | 41.          |
| 134          | Jonas Koch (GER)           | 77.          |
| 135          | Serge Pauwels (BEL)        | DNF          |
| 136          | Joey Rosskopf (USA)        | DNF          |
| 137          | Laurens ten Dam (NED)      | DNF          |

| Katusha-Alpecin TKA | Katusha-Alpecin TKA    | Katusha-Alpecin TKA |
| ------------------- | ---------------------- | ------------------- |
| Nr.                 | Rytter                 | Placering           |
| 141                 | Enrico Battaglin (ITA) | 38.                 |
| 142                 | José Gonçalves (POR)   | 73.                 |
| 143                 | Nathan Haas (AUS)      | 86.                 |
| 144                 | Pavel Kotjetkov (RUS)  | 98.                 |
| 145                 | Nils Politt (GER)      | 81.                 |
| 146                 | Dmitrij Strakhov (RUS) | 65.                 |
| 147                 | Ilnur Sakarin (RUS)    | 22.                 |

| Team Jumbo-Visma TJV | Team Jumbo-Visma TJV    | Team Jumbo-Visma TJV |
| -------------------- | ----------------------- | -------------------- |
| Nr.                  | Rytter                  | Placering            |
| 151                  | Robert Gesink (NED)     | DNF                  |
| 152                  | Koen Bouwman (NED)      | 78.                  |
| 153                  | Laurens De Plus (BEL)   | 17.                  |
| 154                  | Tom Leezer (NED)        | DNF                  |
| 155                  | Bert-Jan Lindeman (NED) | 84.                  |
| 156                  | Paul Martens (GER)      | 83.                  |
| 157                  | Antwan Tolhoek (NED)    | DNF                  |

| Trek-Segafredo TFS | Trek-Segafredo TFS   | Trek-Segafredo TFS |
| ------------------ | -------------------- | ------------------ |
| Nr.                | Rytter               | Placering          |
| 161                | Toms Skujiņš (LAT)   | 26.                |
| 162                | Julien Bernard (FRA) | DNF                |
| 163                | Giulio Ciccone (ITA) | 34.                |
| 164                | Nicola Conci (ITA)   | 61.                |
| 165                | Fabio Felline (ITA)  | DNF                |
| 166                | Michael Gogl (AUT)   | DNF                |
| 167                | Peter Stetina (USA)  | 89.                |

| Groupama-FDJ GFC | Groupama-FDJ GFC        | Groupama-FDJ GFC |
| ---------------- | ----------------------- | ---------------- |
| Nr.              | Rytter                  | Placering        |
| 171              | David Gaudu (FRA)       | 6.               |
| 172              | William Bonnet (FRA)    | DNF              |
| 173              | Tobias Ludvigsson (SWE) | DNF              |
| 174              | Valentin Madouas (FRA)  | 31.              |
| 175              | Rudy Molard (FRA)       | 25.              |
| 176              | Romain Seigle (FRA)     | DNF              |
| 177              | Benoît Vaugrenard (FRA) | DNF              |

| Dimension Data TDD | Dimension Data TDD               | Dimension Data TDD |
| ------------------ | -------------------------------- | ------------------ |
| Nr.                | Rytter                           | Placering          |
| 181                | Roman Kreuziger (CZE)            | 79.                |
| 182                | Enrico Gasparotto (ITA)          | DNF                |
| 183                | Jacques Janse van Rensburg (RSA) | 100.               |
| 184                | Ben King (USA)                   | 85.                |
| 185                | Tom-Jelte Slagter (NED)          | 43.                |
| 186                | Jay Robert Thomson (RSA)         | DNF                |
| 187                | Michael Valgren (DEN)            | DNF                |

| Wanty-Gobert WGG | Wanty-Gobert WGG           | Wanty-Gobert WGG |
| ---------------- | -------------------------- | ---------------- |
| Nr.              | Rytter                     | Placering        |
| 191              | Guillaume Martin (FRA)     | 19.              |
| 192              | Jérôme Baugnies (BEL)      | DNF              |
| 193              | Fabien Doubey (FRA)        | DNF              |
| 194              | Odd Christian Eiking (NOR) | 37.              |
| 195              | Xandro Meurisse (BEL)      | DNF              |
| 196              | Andrea Pasqualon (ITA)     | DNF              |
| 197              | Loïc Vliegen (BEL)         | DNF              |

| Total Direct Énergie TDE | Total Direct Énergie TDE | Total Direct Énergie TDE |
| ------------------------ | ------------------------ | ------------------------ |
| Nr.                      | Rytter                   | Placering                |
| 201                      | Lilian Calmejane (FRA)   | DNF                      |
| 202                      | Fabien Grellier (FRA)    | DNF                      |
| 203                      | Jonathan Hivert (FRA)    | DNF                      |
| 204                      | Bryan Nauleau (FRA)      | DNF                      |
| 205                      | Paul Ourselin (FRA)      | DNF                      |
| 206                      | Romain Sicard (FRA)      | 93.                      |
| 207                      | Angélo Tulik (FRA)       | DNF                      |

| Arkéa-Samsic PCB | Arkéa-Samsic PCB        | Arkéa-Samsic PCB |
| ---------------- | ----------------------- | ---------------- |
| Nr.              | Rytter                  | Placering        |
| 211              | Élie Gesbert (FRA)      | DNF              |
| 212              | Anthony Delaplace (FRA) | DNF              |
| 213              | Romain Hardy (FRA)      | 96.              |
| 214              | Kévin Ledanois (FRA)    | DNF              |
| 215              | Jérémy Maison (FRA)     | DNF              |
| 216              | Amaël Moinard (FRA)     | DNF              |
| 217              | Florian Vachon (FRA)    | DNF              |

| Sport Vlaanderen-Baloise SVB | Sport Vlaanderen-Baloise SVB | Sport Vlaanderen-Baloise SVB |
| ---------------------------- | ---------------------------- | ---------------------------- |
| Nr.                          | Rytter                       | Placering                    |
| 221                          | Dries Van Gestel (BEL)       | DNF                          |
| 222                          | Benjamin Declercq (BEL)      | DNF                          |
| 223                          | Kevin Deltombe (BEL)         | DNF                          |
| 224                          | Thomas Sprengers (BEL)       | 62.                          |
| 225                          | Mathias Van Gompel (BEL)     | DNF                          |
| 226                          | Aaron Van Poucke (BEL)       | DNF                          |
| 227                          | Aaron Verwilst (BEL)         | DNF                          |

| Vital Concept-B&B Hotels VCB | Vital Concept-B&B Hotels VCB | Vital Concept-B&B Hotels VCB |
| ---------------------------- | ---------------------------- | ---------------------------- |
| Nr.                          | Rytter                       | Placering                    |
| 231                          | Patrick Müller (SUI)         | DNF                          |
| 232                          | Yoann Bagot (FRA)            | DNF                          |
| 233                          | Arnaud Courteille (FRA)      | 99.                          |
| 234                          | Cyril Gautier (FRA)          | DNF                          |
| 235                          | Quentin Pacher (FRA)         | 48.                          |
| 236                          | Kévin Réza (FRA)             | DNF                          |
| 237                          | Jimmy Turgis (FRA)           | DNF                          |

| Wallonie Bruxelles WVA | Wallonie Bruxelles WVA    | Wallonie Bruxelles WVA |
| ---------------------- | ------------------------- | ---------------------- |
| Nr.                    | Rytter                    | Placering              |
| 241                    | Eliot Lietaer (BEL)       | 42.                    |
| 242                    | Kevyn Ista (BEL)          | DNF                    |
| 243                    | Justin Jules (FRA)        | 87.                    |
| 244                    | Kenny Molly (BEL)         | DNF                    |
| 245                    | Mathijs Paasschens (NED)  | DNF                    |
| 246                    | Dimitri Peyskens (BEL)    | DNF                    |
| 247                    | Baptiste Planckaert (BEL) | DNF                    |

| Deceuninck-Quick Step DQT | Deceuninck-Quick Step DQT | Deceuninck-Quick Step DQT |
| ------------------------- | ------------------------- | ------------------------- |
| Nr.                       | Rytter                    | Placering                 |
| 1                         | Julian Alaphilippe (FRA)  | 16.                       |
| 2                         | Philippe Gilbert (BEL)    | 58.                       |
| 3                         | Rémi Cavagna (FRA)        | DNF                       |
| 4                         | Dries Devenyns (BEL)      | DNF                       |
| 5                         | Enric Mas (ESP)           | 59.                       |
| 6                         | Pieter Serry (BEL)        | 91.                       |
| 7                         | Petr Vakoč (CZE)          | 94.                       |

| EF Education First EF1 | EF Education First EF1 | EF Education First EF1 |
| ---------------------- | ---------------------- | ---------------------- |
| Nr.                    | Rytter                 | Placering              |
| 11                     | Michael Woods (CAN)    | 5.                     |
| 12                     | Alberto Bettiol (ITA)  | DNF                    |
| 13                     | Nathan Brown (USA)     | DNF                    |
| 14                     | Simon Clarke (AUS)     | 40.                    |
| 15                     | Lawson Craddock (USA)  | 46.                    |
| 16                     | Tanel Kangert (EST)    | 32.                    |
| 17                     | Daniel Martínez (COL)  | 20.                    |

| AG2R La Mondiale ALM | AG2R La Mondiale ALM         | AG2R La Mondiale ALM |
| -------------------- | ---------------------------- | -------------------- |
| Nr.                  | Rytter                       | Placering            |
| 21                   | Romain Bardet (FRA)          | 21.                  |
| 22                   | Mikaël Cherel (FRA)          | 76.                  |
| 23                   | Clément Chevrier (FRA)       | 95.                  |
| 24                   | Benoît Cosnefroy (FRA)       | 45.                  |
| 25                   | Aurélien Paret-Peintre (FRA) | 64.                  |
| 26                   | Alexis Vuillermoz (FRA)      | DNF                  |
| 27                   | Larry Warbasse (USA)         | 66.                  |

| Bahrain-Merida TBM | Bahrain-Merida TBM             | Bahrain-Merida TBM |
| ------------------ | ------------------------------ | ------------------ |
| Nr.                | Rytter                         | Placering          |
| 31                 | Vincenzo Nibali (ITA)          | 8.                 |
| 32                 | Grega Bole (SLO)               | DNF                |
| 33                 | Damiano Caruso (ITA)           | 57.                |
| 34                 | Matej Mohorič (SLO) (landevej) | 36.                |
| 35                 | Luka Pibernik (SLO)            | 97.                |
| 37                 | Dylan Teuns (BEL)              | 9.                 |
| 39                 | Antonio Nibali (ITA)           | 72.                |

| Bora-Hansgrohe BOH | Bora-Hansgrohe BOH          | Bora-Hansgrohe BOH |
| ------------------ | --------------------------- | ------------------ |
| Nr.                | Rytter                      | Placering          |
| 41                 | Maximilian Schachmann (GER) | 3.                 |
| 42                 | Cesare Benedetti (ITA)      | 53.                |
| 43                 | Marcus Burghardt (GER)      | 101.               |
| 44                 | Davide Formolo (ITA)        | 2.                 |
| 45                 | Patrick Konrad (AUT)        | 13.                |
| 46                 | Jay McCarthy (AUS)          | 14.                |
| 47                 | Gregor Mühlberger (AUT)     | DNF                |

| Mitchelton-Scott MTS | Mitchelton-Scott MTS   | Mitchelton-Scott MTS |
| -------------------- | ---------------------- | -------------------- |
| Nr.                  | Rytter                 | Placering            |
| 51                   | Adam Yates (GBR)       | 4.                   |
| 52                   | Michael Albasini (SUI) | 70.                  |
| 53                   | Sam Bewley (NZL)       | DNF                  |
| 54                   | Damien Howson (AUS)    | 60.                  |
| 55                   | Daryl Impey (RSA)      | 23.                  |
| 56                   | Nick Schultz (AUS)     | DNF                  |
| 57                   | Dion Smith (NZL)       | DNF                  |

| Team Sky SKY | Team Sky SKY                        | Team Sky SKY |
| ------------ | ----------------------------------- | ------------ |
| Nr.          | Rytter                              | Placering    |
| 61           | Michał Kwiatkowski (POL) (landevej) | 12.          |
| 62           | David de la Cruz (ESP)              | 67.          |
| 63           | Eddie Dunbar (IRL)                  | 75.          |
| 64           | Tao Geoghegan Hart (GBR)            | 49.          |
| 65           | Michał Gołaś (POL)                  | 74.          |
| 66           | Wout Poels (NED)                    | 10.          |
| 67           | Salvatore Puccio (ITA)              | 80.          |

| Astana AST | Astana AST                      | Astana AST |
| ---------- | ------------------------------- | ---------- |
| Nr.        | Rytter                          | Placering  |
| 71         | Jakob Fuglsang (DEN)            | 1.         |
| 72         | Omar Fraile (ESP)               | 54.        |
| 73         | Gorka Izagirre (ESP) (landevej) | 33.        |
| 74         | Jon Izagirre (ESP)              | 56.        |
| 75         | Aleksej Lutsenko (KAZ)          | DNF        |
| 76         | Luis León Sánchez (ESP)         | 55.        |
| 77         | Davide Villella (ITA)           | 47.        |

| Lotto-Soudal LTS | Lotto-Soudal LTS         | Lotto-Soudal LTS |
| ---------------- | ------------------------ | ---------------- |
| Nr.              | Rytter                   | Placering        |
| 81               | Tim Wellens (BEL)        | 11.              |
| 82               | Sander Armée (BEL)       | DNF              |
| 83               | Bjorg Lambrecht (BEL)    | 27.              |
| 84               | Tomasz Marczyński (POL)  | 90.              |
| 85               | Maxime Monfort (BEL)     | 69.              |
| 86               | Tosh Van der Sande (BEL) | DNF              |
| 87               | Jelle Vanendert (BEL)    | DNF              |

| Team Sunweb SUN | Team Sunweb SUN        | Team Sunweb SUN |
| --------------- | ---------------------- | --------------- |
| Nr.             | Rytter                 | Placering       |
| 91              | Michael Matthews (AUS) | 35.             |
| 92              | Jan Bakelants (BEL)    | 30.             |
| 93              | Tom Dumoulin (NED)     | 50.             |
| 94              | Chris Hamilton (AUS)   | DNF             |
| 95              | Marc Hirschi (SUI)     | 51.             |
| 96              | Robert Power (AUS)     | DNF             |
| 97              | Louis Vervaeke (BEL)   | 63.             |

| Movistar Team MOV | Movistar Team MOV                   | Movistar Team MOV |
| ----------------- | ----------------------------------- | ----------------- |
| Nr.               | Rytter                              | Placering         |
| 101               | Alejandro Valverde (ESP) (landevej) | DNF               |
| 102               | Andrey Amador (CRC)                 | 71.               |
| 103               | Winner Anacona (COL)                | 68.               |
| 104               | Carlos Betancur (COL)               | 15.               |
| 105               | Imanol Erviti (ESP)                 | 92.               |
| 106               | Mikel Landa (ESP)                   | 7.                |
| 107               | Carlos Verona (ESP)                 | 44.               |

| Cofidis, Solutions Crédits COF | Cofidis, Solutions Crédits COF | Cofidis, Solutions Crédits COF |
| ------------------------------ | ------------------------------ | ------------------------------ |
| Nr.                            | Rytter                         | Placering                      |
| 111                            | Jesús Herrada (ESP)            | 28.                            |
| 112                            | Mathias Le Turnier (FRA)       | DNF                            |
| 113                            | Luis Ángel Maté (ESP)          | 82.                            |
| 114                            | Marco Mathis (GER)             | DNF                            |
| 115                            | Anthony Perez (FRA)            | 24.                            |
| 116                            | Pierre-Luc Périchon (FRA)      | DNF                            |
| 117                            | Julien Simon (FRA)             | DNF                            |

| UAE Team Emirates UAD | UAE Team Emirates UAD | UAE Team Emirates UAD |
| --------------------- | --------------------- | --------------------- |
| Nr.                   | Rytter                | Placering             |
| 121                   | Daniel Martin (IRL)   | DNF                   |
| 122                   | Rui Costa (POR)       | DNF                   |
| 123                   | Sergio Henao (COL)    | 29.                   |
| 124                   | Manuele Mori (ITA)    | DNF                   |
| 125                   | Tadej Pogačar (SLO)   | 18.                   |
| 126                   | Rory Sutherland (AUS) | DNF                   |
| 127                   | Diego Ulissi (ITA)    | 39.                   |

| CCC Team CPT | CCC Team CPT               | CCC Team CPT |
| ------------ | -------------------------- | ------------ |
| Nr.          | Rytter                     | Placering    |
| 131          | Greg Van Avermaet (BEL)    | 52.          |
| 132          | Josef Černý (CZE)          | 88.          |
| 133          | Alessandro De Marchi (ITA) | 41.          |
| 134          | Jonas Koch (GER)           | 77.          |
| 135          | Serge Pauwels (BEL)        | DNF          |
| 136          | Joey Rosskopf (USA)        | DNF          |
| 137          | Laurens ten Dam (NED)      | DNF          |

| Katusha-Alpecin TKA | Katusha-Alpecin TKA    | Katusha-Alpecin TKA |
| ------------------- | ---------------------- | ------------------- |
| Nr.                 | Rytter                 | Placering           |
| 141                 | Enrico Battaglin (ITA) | 38.                 |
| 142                 | José Gonçalves (POR)   | 73.                 |
| 143                 | Nathan Haas (AUS)      | 86.                 |
| 144                 | Pavel Kotjetkov (RUS)  | 98.                 |
| 145                 | Nils Politt (GER)      | 81.                 |
| 146                 | Dmitrij Strakhov (RUS) | 65.                 |
| 147                 | Ilnur Sakarin (RUS)    | 22.                 |

| Team Jumbo-Visma TJV | Team Jumbo-Visma TJV    | Team Jumbo-Visma TJV |
| -------------------- | ----------------------- | -------------------- |
| Nr.                  | Rytter                  | Placering            |
| 151                  | Robert Gesink (NED)     | DNF                  |
| 152                  | Koen Bouwman (NED)      | 78.                  |
| 153                  | Laurens De Plus (BEL)   | 17.                  |
| 154                  | Tom Leezer (NED)        | DNF                  |
| 155                  | Bert-Jan Lindeman (NED) | 84.                  |
| 156                  | Paul Martens (GER)      | 83.                  |
| 157                  | Antwan Tolhoek (NED)    | DNF                  |

| Trek-Segafredo TFS | Trek-Segafredo TFS   | Trek-Segafredo TFS |
| ------------------ | -------------------- | ------------------ |
| Nr.                | Rytter               | Placering          |
| 161                | Toms Skujiņš (LAT)   | 26.                |
| 162                | Julien Bernard (FRA) | DNF                |
| 163                | Giulio Ciccone (ITA) | 34.                |
| 164                | Nicola Conci (ITA)   | 61.                |
| 165                | Fabio Felline (ITA)  | DNF                |
| 166                | Michael Gogl (AUT)   | DNF                |
| 167                | Peter Stetina (USA)  | 89.                |

| Groupama-FDJ GFC | Groupama-FDJ GFC        | Groupama-FDJ GFC |
| ---------------- | ----------------------- | ---------------- |
| Nr.              | Rytter                  | Placering        |
| 171              | David Gaudu (FRA)       | 6.               |
| 172              | William Bonnet (FRA)    | DNF              |
| 173              | Tobias Ludvigsson (SWE) | DNF              |
| 174              | Valentin Madouas (FRA)  | 31.              |
| 175              | Rudy Molard (FRA)       | 25.              |
| 176              | Romain Seigle (FRA)     | DNF              |
| 177              | Benoît Vaugrenard (FRA) | DNF              |

| Dimension Data TDD | Dimension Data TDD               | Dimension Data TDD |
| ------------------ | -------------------------------- | ------------------ |
| Nr.                | Rytter                           | Placering          |
| 181                | Roman Kreuziger (CZE)            | 79.                |
| 182                | Enrico Gasparotto (ITA)          | DNF                |
| 183                | Jacques Janse van Rensburg (RSA) | 100.               |
| 184                | Ben King (USA)                   | 85.                |
| 185                | Tom-Jelte Slagter (NED)          | 43.                |
| 186                | Jay Robert Thomson (RSA)         | DNF                |
| 187                | Michael Valgren (DEN)            | DNF                |

| Wanty-Gobert WGG | Wanty-Gobert WGG           | Wanty-Gobert WGG |
| ---------------- | -------------------------- | ---------------- |
| Nr.              | Rytter                     | Placering        |
| 191              | Guillaume Martin (FRA)     | 19.              |
| 192              | Jérôme Baugnies (BEL)      | DNF              |
| 193              | Fabien Doubey (FRA)        | DNF              |
| 194              | Odd Christian Eiking (NOR) | 37.              |
| 195              | Xandro Meurisse (BEL)      | DNF              |
| 196              | Andrea Pasqualon (ITA)     | DNF              |
| 197              | Loïc Vliegen (BEL)         | DNF              |

| Total Direct Énergie TDE | Total Direct Énergie TDE | Total Direct Énergie TDE |
| ------------------------ | ------------------------ | ------------------------ |
| Nr.                      | Rytter                   | Placering                |
| 201                      | Lilian Calmejane (FRA)   | DNF                      |
| 202                      | Fabien Grellier (FRA)    | DNF                      |
| 203                      | Jonathan Hivert (FRA)    | DNF                      |
| 204                      | Bryan Nauleau (FRA)      | DNF                      |
| 205                      | Paul Ourselin (FRA)      | DNF                      |
| 206                      | Romain Sicard (FRA)      | 93.                      |
| 207                      | Angélo Tulik (FRA)       | DNF                      |

| Arkéa-Samsic PCB | Arkéa-Samsic PCB        | Arkéa-Samsic PCB |
| ---------------- | ----------------------- | ---------------- |
| Nr.              | Rytter                  | Placering        |
| 211              | Élie Gesbert (FRA)      | DNF              |
| 212              | Anthony Delaplace (FRA) | DNF              |
| 213              | Romain Hardy (FRA)      | 96.              |
| 214              | Kévin Ledanois (FRA)    | DNF              |
| 215              | Jérémy Maison (FRA)     | DNF              |
| 216              | Amaël Moinard (FRA)     | DNF              |
| 217              | Florian Vachon (FRA)    | DNF              |

| Sport Vlaanderen-Baloise SVB | Sport Vlaanderen-Baloise SVB | Sport Vlaanderen-Baloise SVB |
| ---------------------------- | ---------------------------- | ---------------------------- |
| Nr.                          | Rytter                       | Placering                    |
| 221                          | Dries Van Gestel (BEL)       | DNF                          |
| 222                          | Benjamin Declercq (BEL)      | DNF                          |
| 223                          | Kevin Deltombe (BEL)         | DNF                          |
| 224                          | Thomas Sprengers (BEL)       | 62.                          |
| 225                          | Mathias Van Gompel (BEL)     | DNF                          |
| 226                          | Aaron Van Poucke (BEL)       | DNF                          |
| 227                          | Aaron Verwilst (BEL)         | DNF                          |

| Vital Concept-B&B Hotels VCB | Vital Concept-B&B Hotels VCB | Vital Concept-B&B Hotels VCB |
| ---------------------------- | ---------------------------- | ---------------------------- |
| Nr.                          | Rytter                       | Placering                    |
| 231                          | Patrick Müller (SUI)         | DNF                          |
| 232                          | Yoann Bagot (FRA)            | DNF                          |
| 233                          | Arnaud Courteille (FRA)      | 99.                          |
| 234                          | Cyril Gautier (FRA)          | DNF                          |
| 235                          | Quentin Pacher (FRA)         | 48.                          |
| 236                          | Kévin Réza (FRA)             | DNF                          |
| 237                          | Jimmy Turgis (FRA)           | DNF                          |

| Wallonie Bruxelles WVA | Wallonie Bruxelles WVA    | Wallonie Bruxelles WVA |
| ---------------------- | ------------------------- | ---------------------- |
| Nr.                    | Rytter                    | Placering              |
| 241                    | Eliot Lietaer (BEL)       | 42.                    |
| 242                    | Kevyn Ista (BEL)          | DNF                    |
| 243                    | Justin Jules (FRA)        | 87.                    |
| 244                    | Kenny Molly (BEL)         | DNF                    |
| 245                    | Mathijs Paasschens (NED)  | DNF                    |
| 246                    | Dimitri Peyskens (BEL)    | DNF                    |
| 247                    | Baptiste Planckaert (BEL) | DNF                    |